# EFL League One
English Football League One (gọi tắt là League One) hoặc cũng có thể gọi là: Sky Bet League 1 (vì lý do tài trợ) là giải đấu xếp thứ ba của các câu lạc bộ bóng đá Anh, sau Giải bóng đá Ngoại hạng Anh và EFL Championship. Giải League One đã được giới thiệu tại mùa giải 2004-2005. Trước đây nó được gọi là Giải hạng nhì khi chưa có giải Giải bóng đá Ngoại hạng Anh và các giải hạng ba chưa ra đời.

## Thể lệ giải đấu
Có 24 câu lạc bộ ở giải League One. Mỗi câu lạc bộ gặp câu lạc bộ khác hai lần (một lần tại sân nhà và một khác tại sân khách). Được 3 điểm cho một trận thắng, được 1 điểm cho một trận hòa và không có điểm nào khi thất bại. Vào cuối mùa giải một xếp hạng League One được xác định dựa trên các tiêu chí sau đây theo thứ tự: điểm thu được, hiệu số bàn thắng bại, số bàn thắng, số bàn thua, thành tích đối đầu, cuối cùng có một hay nhiều trận play-off để xác định xếp hạng.
Vào cuối mỗi mùa giải, hai câu lạc bộ đứng đầu bảng xếp hạng và đội bóng giành chiến thắng trong trận play-off giữa các câu lạc bộ đã kết thúc ở vị trí thứ 3 đến vị trí thứ 6 được thăng lên Football League Championship. Có 3 câu lạc bộ xếp hạng cuối cùng ở Football League Championship xuống chơi tại Football League One.
Tương tự như vậy, bốn câu lạc bộ kết thúc ở dưới cùng của League One được chuyển xuống Football League Two và được thay thế bằng ba câu lạc bộ xếp hạng đứng đầu tại Football League Two và đội bóng giành chiến thắng trong trận play-off giữa các câu lạc bộ đã kết thúc ở vị trí thứ 4 đến vị trí thứ 7 của Football League Two.

## Các câu lạc bộ tham dự
Sau đây là danh sách 23 câu lạc bộ hiện thi đấu tại League One trong mùa giải 2019–20. Câu lạc bộ thứ 24, Bury đã bị trục xuất khỏi EFL vào ngày 27 tháng 8 năm 2019 và không có bất cứ lần xuất hiện nào của họ ở mùa giải này. Huấn luyện viên khi đó của họ là Paul Wilkinson. 
| Câu lạc bộ         | Vị trí kết thúc mùa trước                          | Địa điểm                      | Sân vận động                 | Sức chứa               |
| ------------------ | -------------------------------------------------- | ----------------------------- | ---------------------------- | ---------------------- |
| Accrington Stanley | 14th                                               | Accrington                    | Crown Ground                 | 5,057 (2,000 chỗ ngồi) |
| AFC Wimbledon      | 20th                                               | London (Kingston upon Thames) | Kingsmeadow                  | 4,850 (2,265 chỗ ngồi) |
| Blackpool          | 10th                                               | Blackpool                     | Bloomfield Road              | 17,338                 |
| Bolton Wanderers   | 23rd tại Championship (xuống hạng)                 | Bolton                        | University of Bolton Stadium | 28,723                 |
| Bristol Rovers     | 15th                                               | Bristol                       | Memorial Stadium             | 12,300                 |
| Burton Albion      | 9th                                                | Burton upon Trent             | Pirelli Stadium              | 6,912 (2,034 chỗ ngồi) |
| Coventry City      | 8th                                                | Birmingham (Bordesley)        | St Andrew's                  | 29,409                 |
| Doncaster Rovers   | 6th                                                | Doncaster                     | Keepmoat Stadium             | 15,231                 |
| Fleetwood Town     | 11th                                               | Fleetwood                     | Highbury Stadium             | 5,311 (2,701 chỗ ngồi) |
| Gillingham         | 13th                                               | Gillingham                    | Priestfield Stadium          | 11,582                 |
| Ipswich Town       | 24th tại Championship (xuống hạng)                 | Ipswich                       | Portman Road                 | 30,311                 |
| Lincoln City       | 1st tại League Two (thăng hạng)                    | Lincoln                       | Sincil Bank                  | 10,307                 |
| Milton Keynes Dons | 3rd tại League Two (thăng hạng)                    | Milton Keynes                 | Stadium MK                   | 30,500                 |
| Oxford United      | 12th                                               | Oxford                        | Kassam Stadium               | 12,500                 |
| Peterborough       | 7th                                                | Peterborough                  | London Road                  | 15,314                 |
| Portsmouth         | 4th                                                | Portsmouth                    | Fratton Park                 | 21,100                 |
| Rochdale           | 16th                                               | Rochdale                      | Spotland                     | 10,249                 |
| Rotherham United   | 22nd tại Championship (xuống hạng)                 | Rotherham                     | New York Stadium             | 12,021                 |
| Shrewsbury Town    | 18th                                               | Shrewsbury                    | New Meadow                   | 9,875                  |
| Southend United    | 19th                                               | Southend-on-Sea               | Roots Hall                   | 12,392                 |
| Sunderland         | 5th                                                | Sunderland                    | Stadium of Light             | 48,707                 |
| Tranmere Rovers    | 6th tại League Two (thăng hạng vì thắng play-offs) | Birkenhead                    | Prenton Park                 | 16,587                 |
| Wycombe Wanderers  | 17th                                               | High Wycombe                  | Adams Park                   | 10,300                 |

## Các đội thăng hạng từ League One
| Mùa giải | Đội thắng               | Thăng hạng          | Đội thắng nhờ Play-Off    |
| -------- | ----------------------- | ------------------- | ------------------------- |
| 2004–05  | Luton Town              | Hull City           | Sheffield Wednesday       |
| 2005–06  | Southend United         | Colchester United   | Barnsley                  |
| 2006–07  | Scunthorpe United       | Bristol City        | Blackpool                 |
| 2007–08  | Swansea City            | Nottingham Forest   | Doncaster Rovers          |
| 2008–09  | Leicester City          | Peterborough United | Scunthorpe United         |
| 2009–10  | Norwich City            | Leeds United        | Millwall                  |
| 2010–11  | Brighton & Hove Albion  | Southampton         | Peterborough United       |
| 2011–12  | Charlton Athletic       | Sheffield Wednesday | Huddersfield Town         |
| 2012–13  | Doncaster Rovers        | Bournemouth         | Yeovil Town               |
| 2013–14  | Wolverhampton Wanderers | Brentford           | Rotherham United          |
| 2014–15  | Bristol City            | Milton Keynes Dons  | Preston North End         |
| 2015–16  | Wigan Athletic          | Burton Albion       | Barnsley (6th)            |
| 2016–17  | Sheffield United        | Bolton Wanderers    | Millwall (6th)            |
| 2017–18  | Wigan Athletic          | Blackburn Rovers    | Rotherham United (4th)    |
| 2018–19  | Luton Town              | Barnsley            | Charlton Athletic (3rd)   |
| 2019-20  | Coventry City           | Rotherham United    | Wycombe Wanderers (3rd)   |
| 2020-21  | Hull City               | Peterborough United | Blackpool (3rd)           |
| 2021-22  | Wigan Athletic          | Rotherham United    | Sunderland (5th)          |
| 2022-23  | Plymouth                | Ipswich Town        | Sheffield Wednesday (3th) |
| 2023-24  | Portsmouth              | Derby County        | Oxford United (5th)       |

## Kết quả vòng Play-off
| Mùa giải | Bán kết 1                                                                    | Bán kết 2 | Chung kết                                                                                    |
| -------- | ---------------------------------------------------------------------------- | --- | -------------------------------------------------------------------------------------------- |
| 2004–05  | Sheffield Wednesday 1–0 Brentford Hartlepool United 2–0 Tranmere Rovers      | Brentford 1–2 Sheffield Wednesday Tranmere Rovers 2–0 Hartlepool United (Hartlepool thắng 6–5 trong loạt sút luân lưu, AET)              | Sheffield Wednesday 4–2 Hartlepool United AET                                                |
| 2005–06  | Barnsley 0–1 Huddersfield Town Swansea City 1–1 Brentford                    | Huddersfield Town 1–3 Barnsley Brentford 0–2 Swansea City                                                                                | Barnsley 2–2 Swansea City (Barnsley thắng 4–3 trong loạt sút luân lưu, AET)                  |
| 2006–07  | Yeovil Town 0–2 Nottingham Forest Oldham Athletic 1–2 Blackpool              | Nottingham Forest 2–5 Yeovil Town AET Blackpool 3–1 Oldham Athletic                                                                      | Blackpool 2–0 Yeovil Town                                                                    |
| 2007–08  | Southend United 0–0 Doncaster Rovers Leeds United 1–2 Carlisle United        | Doncaster Rovers 5–1 Southend United Carlisle United 0–2 Leeds United                                                                    | Leeds United 0–1 Doncaster Rovers                                                            |
| 2008–09  | Scunthorpe United 1–1 Milton Keynes Dons Millwall 1–0 Leeds United           | Milton Keynes Dons 0–0 Scunthorpe United (Scunthorpe thắng 7–6 trong loạt sút luân lưu, AET) Leeds United 1–1 Millwall                   | Scunthorpe United 3–2 Millwall                                                               |
| 2009–10  | Swindon Town 2–1 Charlton Athletic Huddersfield Town 0–0 Millwall            | Charlton Athletic 2–1 Swindon Town (Swindon thắng 5–4 trong loạt sút luân lưu, AET) Millwall 2–0 Huddersfield Town                       | Millwall 1–0 Swindon Town                                                                    |
| 2010–11  | Bournemouth 1–1 Huddersfield Town Milton Keynes Dons 3–2 Peterborough United | Huddersfield Town 3–3 Bournemouth (Huddersfield thắng 4–2 trong loạt sút luân lưu, AET) Peterborough United 2–0 Milton Keynes Dons       | Huddersfield Town 0–3 Peterborough United                                                    |
| 2011-12  | Stevenage 0–0 Sheffield United Milton Keynes Dons 0–2 Huddersfield Town      | Sheffield United 1–0 Stevenage Huddersfield Town 1–2 Milton Keynes Dons                                                                  | Huddersfield Town 0–0 Sheffield United (Huddersfield thắng 8–7 trong loạt sút luân lưu, AET) |
| 2012–13  | Sheffield United 1–0 Yeovil Town Swindon Town 1–1 Brentford                  | Yeovil Town 2–0 Sheffield United Brentford 3-3 Swindon Town (Brentford thắng 5-4 trong loạt sút luân lưu, AET)                           | Brentford 1–2 Yeovil Town                                                                    |
| 2013–14  | Peterborough United 1–1 Leyton Orient Preston North End 1–1 Rotherham United | Leyton Orient 2–1 Peterborough United Rotherham United 3-1 Preston North End                                                             | Leyton Orient 2-2 Rotherham United (Rotherham thắng 4–3 trong loạt sút luân lưu, AET)        |
| 2014–15  | Chesterfield 0–1 Preston North End Sheffield United 1–2 Swindon Town         | Preston North End 3–0 Chesterfield Swindon Town 5–5 Sheffield United                                                                     | Preston North End 4–0 Swindon Town                                                           |
| 2015–16  | Barnsley 3–0 Walsall Bradford City 1–3 Millwall                              | Walsall 1–3 Barnsley Millwall 1–1 Bradford City                                                                                          | Barnsley 3–1 Millwall                                                                        |
| 2016–17  | Millwall 0–0 Scunthorpe United Bradford City 1–0 Fleetwood Town              | Scunthorpe United 2–3 Millwall Fleetwood Town 0–0 Bradford City                                                                          | Bradford City 0–1 Millwall                                                                   |
| 2017–18  | Charlton Athletic 0–1 Shrewsbury Town Scunthorpe United 2–2 Rotherham United | Shrewsbury Town 1–0 Charlton Athletic Rotherham United 2–0 Scunthorpe United                                                             | Rotherham United 2–1 Shrewsbury Town (AET)                                                   |
| 2018–19  | Doncaster Rovers 1–2 Charlton Athletic Sunderland 1–0 Portsmouth             | Charlton Athletic 2–3 Doncaster Rovers (Charlton Athletic thắng 4–3 trong loạt sút luân lưu, AET) Portsmouth 0–0 Sunderland              | Charlton Athletic 2–1 Sunderland                                                             |
| 2021-22  | Portsmouth 1–1 Oxford United Fleetwood Town 1–4 Wycombe Wanderers            | Oxford United 1–1 Portsmouth (Oxford United thắng 5–4 trên loạt sút luân lưu, a.e.t.) Wycombe Wanderers 2–2 Fleetwood Town               | Oxford United 1–2 Wycombe Wanderers                                                          |
| 2020–21  | Oxford United 0–3 Blackpool Lincoln City 2–0 Sunderland                      | Blackpool 3-3 Oxford United Sunderland 2–1 Lincoln City                                                                                  | Blackpool 2–1 Lincoln City                                                                   |
| 2021–22  | Wycombe Wanderers 2–0 Milton Keynes Dons Sunderland 1–0 Sheffield Wednesday  | Milton Keynes Dons 1–0 Wycombe Wanderers Sheffield Wednesday 1–1 Sunderland                                                              | Sunderland 2–0 Wycombe Wanderers                                                             |
| 2022–23  | Peterborough United 4–0 Sheffield Wednesday Bolton Wanderers 1–1 Barnsley    | Sheffield Wednesday 5–1 Peterborough United (Sheffield Wednesday thắng 5–3 trên loạt sút luân lưu, a.e.t.) Barnsley 1–0 Bolton Wanderers | Sheffield Wednesday 1–0 Barnsley (a.e.t.)                                                    |

## Các đội bị xuống hạng
| Mùa giải | Các Câu lạc bộ                                                        |
| -------- | --------------------------------------------------------------------- |
| 2004–05  | Torquay United, Wrexham, Peterborough United, Stockport County        |
| 2005–06  | Hartlepool United, Milton Keynes Dons, Swindon Town, Walsall          |
| 2006–07  | Chesterfield, Bradford City, Rotherham United, Brentford              |
| 2007–08  | Bournemouth, Gillingham, Port Vale, Luton Town                        |
| 2008–09  | Northampton Town, Crewe Alexandra, Cheltenham Town, Hereford United   |
| 2009–10  | Gillingham, Wycombe Wanderers, Southend United, Stockport County      |
| 2010–11  | Dagenham and Redbridge, Bristol Rovers, Plymouth Argyle, Swindon Town |
| 2011–12  | Wycombe Wanderers, Chesterfield, Exeter City, Rochdale                |
| 2012-13  | Scunthorpe United, Bury, Hartlepool United, Portsmouth                |
| 2013-14  | Stevenage, Shrewburys Town, Carlisle United, Tranmere Rovers          |
| 2014–15  | Crawley Town, Leyton Orient, Yeovil Town, Notts County                |
| 2015–16  | Crewe Alexandra, Blackpool, Colchester United, Doncaster Rovers       |
| 2016–17  | Port Vale, Coventry City, Swindon Town, Chesterfield                  |
| 2017–18  | Oldham Athletic, Northampton Town, Milton Keynes Dons, Bury           |
| 2018–19  | Plymouth Argyle, Walsall, Scunthorpe United, Bradford City            |
| 2019-20  | Tranmere Rovers F.C., Southend United F.C., Bolton, Bury              |
| 2020-21  | Rochdale, Northampton Town, Swindon Town F.C., Bristol Rovers F.C.    |
| 2021-22  | Gillingham, Doncaster Rovers, AFC Wimbledon, Crewe Alexandra          |
| 2022-23  | MK Dons, Morecambe, Accrington Stanley, Forest Green Rovers           |
| 2023-24  | Cheltenham Town, Fleetwood, Port Vale, Carlisle                       |

## Danh sách vua phá lưới
| Mùa giải | Vua phá lưới         | Câu lạc bộ               | Số bàn thắng |
| -------- | -------------------- | ------------------------ | ------------ |
| 2004–05  | Stuart Elliott       | Hull City                | 27           |
| 2004–05  | Dean Windass         | Bradford City            | 27           |
| 2005–06  | Freddy Eastwood      | Southend United          | 23           |
| 2005–06  | Billy Sharp          | Scunthorpe United        | 23           |
| 2006–07  | Billy Sharp          | Scunthorpe United        | 30           |
| 2007–08  | Jason Scotland       | Swansea City             | 24           |
| 2008–09  | Simon Cox            | Swindon Town             | 29           |
| 2008–09  | Rickie Lambert       | Bristol Rovers           | 29           |
| 2009–10  | Rickie Lambert       | Southampton              | 30           |
| 2010–11  | Craig Mackail-Smith  | Peterborough United      | 27           |
| 2011–12  | Jordan Rhodes        | Huddersfield Town        | 38           |
| 2012-13  | Paddy Madden         | Yeovil Town              | 24           |
| 2013-14  | Sam Baldock          | Bristol City             | 24           |
| 2014–15  | Joe Garner           | Preston North End        | 26           |
| 2015–16  | Will Grigg           | Wigan Athletic           | 25           |
| 2016–17  | Billy Sharp          | Sheffield United         | 30           |
| 2017–18  | Jack Marriott        | Peterborough United      | 27           |
| 2018–19  | James Collins        | Luton Town               | 25           |
| 2019-20  | Ivan Toney           | Peterborough United F.C. | 24           |
| 2020-21  | Jonson Clarke-Harris | Peterborough United F.C. | 31           |
| 2021–22  | Will Keane           | Wigan Athletic           | 26           |
| 2022–23  | Conor Chaplin        | Ipswich Town             | 26           |
| 2022–23  | Jonson Clarke-Harris | Peterborough United      | 26           |

b In 35 games. Season truncated because of coronavirus.